# Pantolytomyia insularis
Pantolytomyia insularis är en stekelart som beskrevs av Naumann 1988. Pantolytomyia insularis ingår i släktet Pantolytomyia och familjen hyllhornsteklar. Inga underarter finns listade i Catalogue of Life.